# منتخب غواتيمالا لكرة القدم الشاطئية
منتخب غواتيمالا لكرة القدم الشاطئية (بالإسبانية: Selección de fútbol playa de Guatemala)‏ هو ممثل غواتيمالا الرسمي في المنافسات الدولية في كرة القدم الشاطئية 
، يديريه اتحاد غواتيمالا لكرة القدم.